# Cola

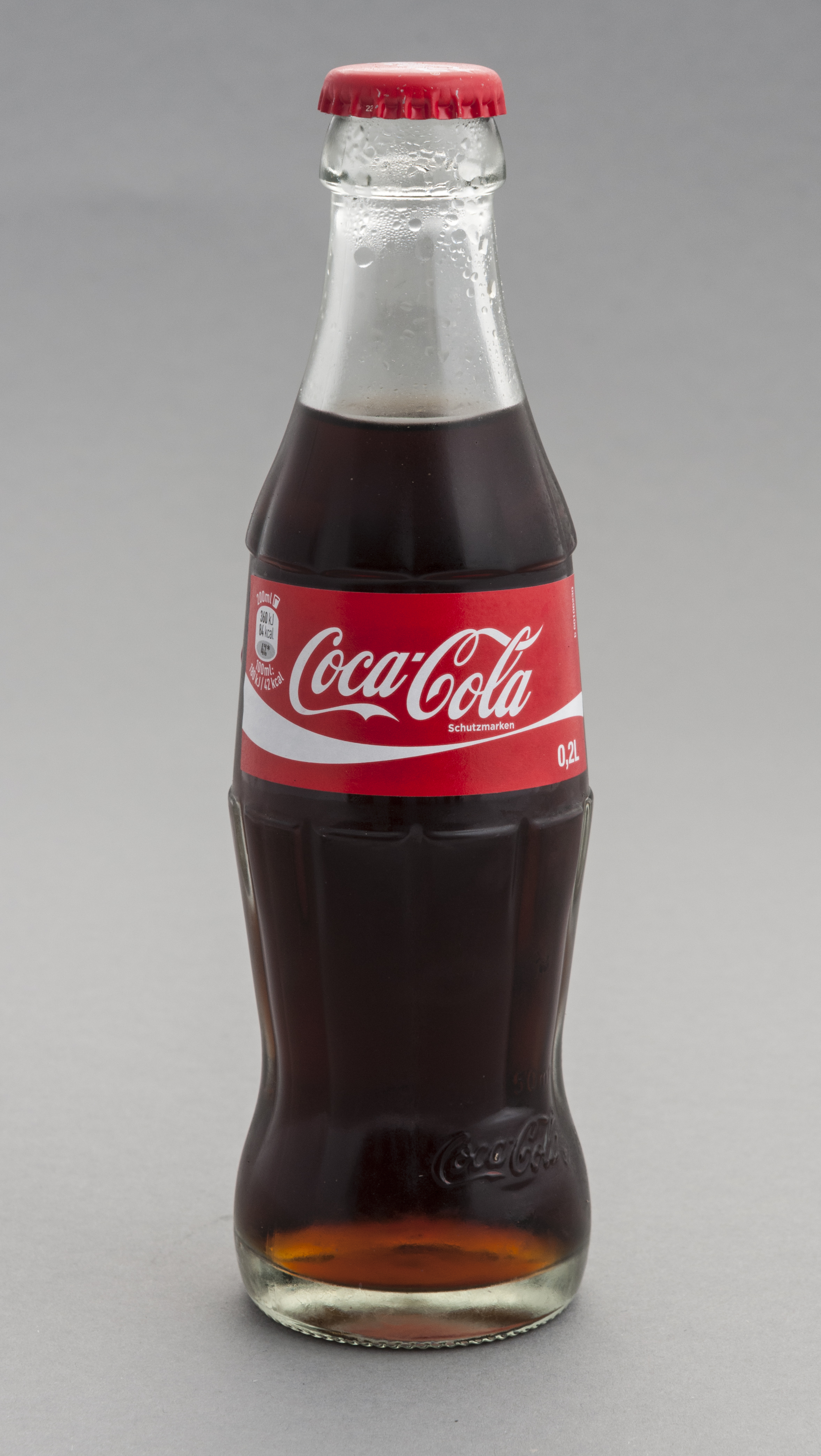
Butelka Coca-Coli

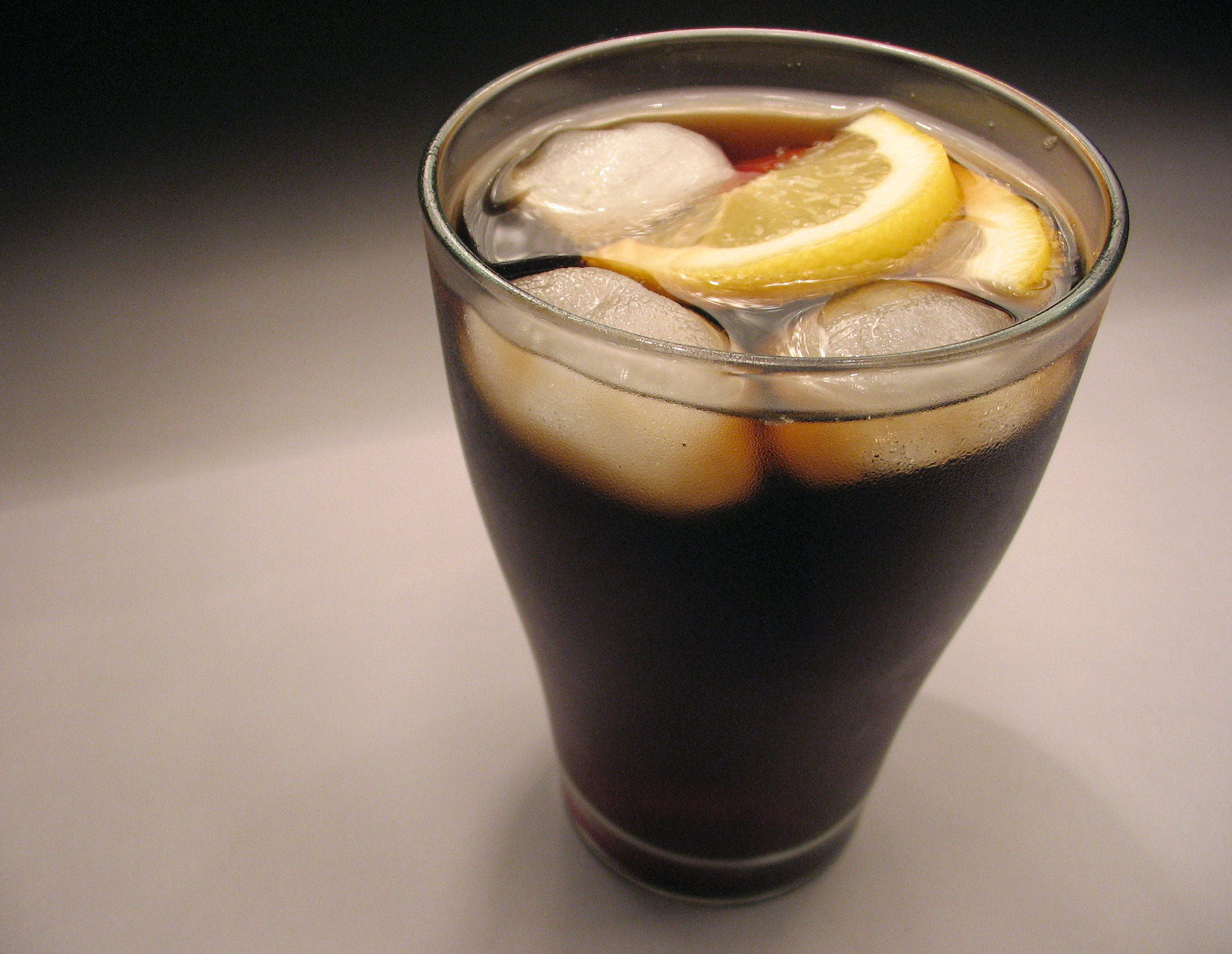
Szklanka coli z lodem i cytryną

Cola, kola – słodki napój gazowany, początkowo wytwarzany z soku z owoców drzewa koli i krzewu koki, zmieszanych z wodą sodową.

## Niektóre marki coli
- Afri-Cola
- Bajkał
- Coca-Cola
- Cola Original
- Costa Rica Cola
- Dr Pepper
- Freeway Cola
- Fritz-Kola
- Fru Cola
- Go-cola
- Hoop Cola
- Inca Kola
- Kinnie
- Kofola
- Mecca-Cola
- OpenCola
- Parsi Cola
- Pepsi
- Polo Cockta
- PoloCola
- Ubuntu Cola
- Wostok
- Zam Zam Cola